# 徐商 (唐)
徐 商（じょ しょう、生没年不詳）は、唐代の官僚・政治家。字は義声、または秋卿。本貫は河南府偃師県。

## 経歴
徐陶の子として生まれた。徐宰の孫にあたる。大中13年（859年）、進士に及第し、秘書省校書郎を初任とした。侍御史に累進し、礼部員外郎に転じた。ほどなく知制誥となり、郎中に転じ、翰林学士をつとめた。中書舎人・戸部侍郎・判戸部司事に任じられ、検校戸部尚書・襄州刺史・山南東道節度使に転じた。入朝して御史大夫となった。咸通2年（861年）、刑部尚書を加えられ、諸道塩鉄転運使をつとめた。兵部尚書に転じ、東莞県子に封じられた。咸通4年（863年）、本官のまま同中書門下平章事（宰相）となった。咸通6年（865年）、宰相を退任し、検校尚書右僕射・江陵尹・荊南節度観察等使として出向した。入朝して吏部尚書となり、太子太保に転じ、死去した。
子に徐彦若・徐彦枢らがあった。

## 伝記資料
- 『旧唐書』巻179 列伝第129
- 『新唐書』巻113 列伝第38